# Bahnhof Oss
Der Bahnhof Oss ist ein Durchgangsbahnhof der niederländischen Bahngesellschaft NS im Zentrum der niederländischen Stadt Oss. Er ist neben dem Bahnhof Oss-West der größere Bahnhof der Stadt.

## Geschichte
Der Bahnhof Oss wurde am 4. Juni 1881 mit der Bahnstrecke Tilburg–Nijmegen eröffnet. Sein heutiges Erscheinungsbild erhielt der Bahnhof mit der Komplettsanierung des Bahnhofs 1982. An der Station ist es möglich, dass Güterzüge dort halten und von Personenzügen überholt werden können.

## Streckenverbindungen
Am Bahnhof Oss halten im Jahresfahrplan 2022 folgende Linien:
| Zugtyp    | Linienverlauf | Frequenz |
| --------- | --- | --- |
| Intercity | Roosendaal – Breda – Tilburg – ’s-Hertogenbosch – Oss – Nijmegen – Arnhem Centraal – Zutphen – Deventer – Zwolle | halbstündlich |
| Sprinter  | (Oss –) ’s-Hertogenbosch – Boxtel – Eindhoven Centraal – Helmond – Deurne                                        | halbstündlich (fährt nur in der HVZ zwischen Oss und ’s-Hertogenbosch)                                           |
| Sprinter  | Dordrecht – Breda – Tilburg – ’s-Hertogenbosch – Oss – Nijmegen (– Arnhem Centraal)                              | halbstündlich (fährt abends nicht nach Arnhem; sonntags stündlich zwischen ’s-Hertogenbosch und Arnhem Centraal) |